# Sérgio Petecão
Sérgio de Oliveira Cunha, mais conhecido por Sérgio Petecão (Rio Branco, 20 de abril de 1960), é um político brasileiro, filiado ao Partido Social Democrático (PSD). Nas eleições de 2018, se reelegeu senador pelo Acre, obtendo 244.109 votos, o que corresponde a 30,71% dos votos válidos.

## Biografia
De família pobre, aos 14 anos de idade perdeu seu pai, e, sendo o mais velho entre os seus cinco irmãos, teve que trabalhar junto a sua mãe, proprietária de uma bomba de gasolina flutuante na margem do rio Acre. Mais tarde adquiriram um posto de gasolina. Após concluir o ensino médio, na área de contabilidade, foi então convidado a se candidatar. Sua primeira eleição foi para vereador, em 1984, tendo obtido 599 votos, não conseguindo êxito.
Em 1990, o Partido da Mobilização Nacional (PMN) se instala no Acre, e Petecão se filia ao partido. Em 1994 é eleito deputado estadual, com 1.677 votos. Em 1996 se candidatou a prefeito de Rio Branco, mas não conseguiu êxito, obtendo apenas 2.294 votos. Em 1998 foi reeleito deputado estadual, obtendo 2.945 votos. Depois foi eleito presidente da Assembleia Legislativa do Estado do Acre.
Em 2000 foi novamente derrotado na eleição para prefeito de Rio Branco. Em 2002 foi novamente reeleito a deputado estadual, obtendo 3.596 votos e, consequentemente, reeleito presidente da Assembleia Legislativa do Estado do Acre, perfazendo um total de oito anos como presidente do poder legislativo estadual.
Em 2006 foi eleito deputado federal (mais votado de Rio Branco e o segundo mais votado no Acre), obtendo 27.936 votos nominais, com 908 de legenda partidária. Na Câmara dos Deputados assumiu a liderança do PMN. Assumiu ainda a 1ª vice-presidência da Comissão da Amazônia. Atualmente, além de ser membro da Comissão da Amazônia, é também membro da CPI da Energia Elétrica e titular da Comissão de Constituição e Justiça.
Em 2008 foi mais uma vez candidato a prefeito, obtendo 40.304 votos, não alcançando o segundo turno por 0,8% dos votos, ou 1.300 votos. Em 2010 foi eleito em segundo lugar para o Senado Federal.
Em 2010, Petecão elege-se senador pelo Acre.
Deixou o PMN para ser um dos fundadores do Partido Social Democrático (PSD).
Em 2022 se candidatou ao governo do estado do Acre, onde não foi eleito, obtendo apenas 27.393 votos, ou 6,42% dos votos válidos.

## Projetos de lei
No dia 7 de Novembro de 2017, Petecão apresentou uma modificação na Lei nº 9.069, de 29 de junho de 1995, para determinar prazo para a validade do papel-moeda emitido, de forma a obrigar a maior circulação da moeda e evitar o indevido entesouramento.

## Pedido de cassação
Em dezembro de 2009 os ministros do Tribunal Superior Eleitoral (TSE) negaram, por unanimidade, recurso que pretendia cassar o mandato do deputado federal Sérgio Petecão. O recurso foi proposto pelo ex-deputado federal Narciso Mendes e por Auricélia Assis, que concorreram com Petecão nas eleições de 2006.
O relator, ministro Marcelo Ribeiro, votou pela rejeição por concordar com a decisão do Tribunal Regional Eleitoral do Acre (TRE-AC), que rejeitou a ação alegando que seria necessário, no caso, que as provas apresentadas levassem à "conclusão irrefutável de que houve abuso". Os demais ministros seguiram o relator por unanimidade.

## Posições políticas

### Armas
Sérgio Petecão defende flexibilização da legislação armamentista. Petecão é o relator no Senado do projeto que convoca um plebiscito a respeito da revogação do Estatuto do Desarmamento. Ele, porém, demonstrou se contrário ao porte de arma.

### Drogas
Ele se auto descreve como "radicalmente contra as drogas", votando contra a liberação da maconha, entre outras drogas. Porém, ele é favorável a descriminalização das drogas para fins medicinais. Ele também foi a favor de proibir a venda de cigarros a menores de 21 anos.

### Economia
Em dezembro de 2016, votou a favor da PEC do Teto dos Gastos Públicos. Em julho de 2017 votou a favor da reforma trabalhista.
Foi autor do projeto de Lei do Senado que torna a contribuição sindical obrigatória apenas àqueles que forem sindicalizados. O projeto pode ser interpretado como benéfico aos trabalhadores, pois não haveria desconto sindical daqueles não sindicalizados, mas seus críticos por outro lado pode ser interpretaram como uma forma de enfraquecer os sindicatos.